# Feist (Sängerin)

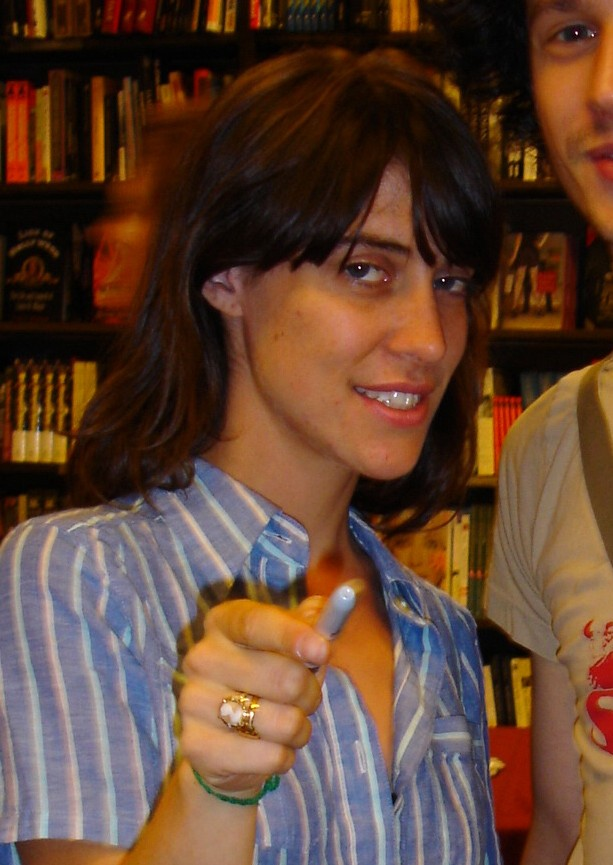
Feist 2005

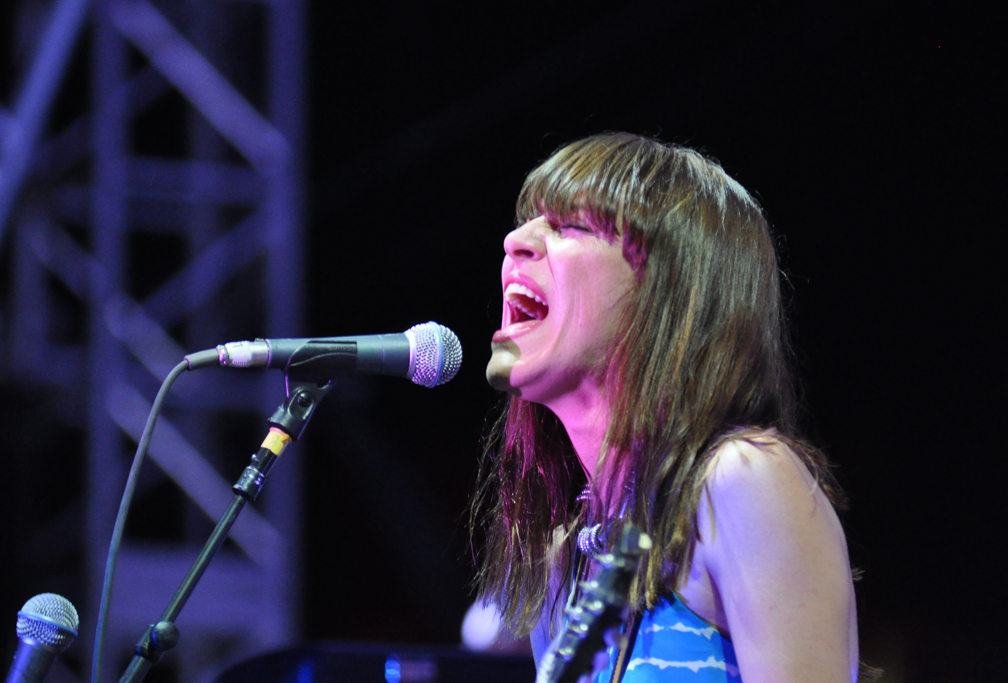
Feist 2012

Leslie Feist (* 13. Februar 1976 in Amherst, Nova Scotia) ist eine kanadische Pop-Sängerin und Gitarristin, die unter dem Namen Feist auftritt.

## Biografie
Ihre musikalischen Wurzeln hat Feist in einer Schüler-Punkrock-Band, in der sie in ihrer Schulzeit sang. Die Placebo genannte Gruppe (nicht zu verwechseln mit der gleichnamigen britischen Band) gewann einen lokalen Talent-Wettbewerb und durfte als Vorband der Ramones auf dem Infest Festival 1993 auftreten.
Im Jahre 2000 zog Feist mit der Sängerin Peaches zusammen und trat auf deren Album The Teaches of Peaches als Gastsängerin unter dem Namen Bitch Lap Lap auf.
2002 veröffentlichte Feist zusammen mit Broken Social Scene das Album You Forgot It in People, das 2003 den Juno Award als „Bestes alternatives Album des Jahres“ gewann.
Das 2004 bei Universal erschienene Soloalbum Let It Die gewann zwei Juno Awards und erreichte auch mit den Songs Inside and Out und One Evening die britischen Singlecharts.
Mit Mocky, ebenfalls aus Kanada stammend und langjähriger Freund von Feist, hat sie das Lied Fighting Away the Tears aufgenommen, welches auf Mockys Album Navy Brown Blues erschien. Außerdem gastierte Feist bei den Kings of Convenience und steuerte die Vocals zu Know-how und The Build Up bei.
Auf dem im Jahr 2006 veröffentlichten Album Eurolove der Gruppe Hypnolove befindet sich mit Get to Know the Girl ein weiterer von Feist (unter dem Pseudonym Bitch Lap Lap) gesungener und geschriebener Song.
Im Herbst 2007 wurde ihr Song 1234 im Werbespot für den Apple iPod nano eingesetzt. Durch die Werbung schaffte es die Single, sich alleine durch Downloads noch zwei Monate nach Veröffentlichung auf Platz 83 in den deutschen Singlecharts zu platzieren. Bereits zuvor war das Lied Mushaboom in einem Werbespot von Lacoste zu hören.
2007 trat Feist unter anderem auf dem SWR3 New Pop Festival in Baden-Baden auf. Eine Coverversion ihres Songs The Limit to Your Love des Albums The Reminder hat dem britischen Dubstep-Musiker James Blake den Durchbruch verschafft. Bei den Grammy Awards 2008 trat sie als Künstlerin auf.
Am 30. September 2011 veröffentlichte Feist vier Jahre nach The Reminder ihr viertes Studioalbum Metals.
Peter Gabriel coverte auf dem 2010 erschienenen Studioalbum mit dem Namen Scratch My Back zwölf Lieder von verschiedenen Künstlern. Drei lehnten es jedoch ab an dem später im Jahr 2013 erschienenen Kompilations-Album des Folgeprojektes And I’ll Scratch Yours teilzunehmen. Feist sprang deshalb neu ein und coverte zusammen mit Timber Timbre das Lied Don’t Give Up von Peter Gabriel, das er im Original mit Kate Bush zusammen sang.
Im Jahr 2017 erschien das Album Pleasure als fünftes Studioalbum. In ihrem 2023 erschienenen Album Multitudes verarbeitet sie die Adoption ihrer Tochter 2019 und den plötzlichen Tod ihres Vaters 2021. Internationale Tourtermine unter dem Titel Multitudes gab es bereits 2021/2022, die aber aufgrund der Covid-19-Pandemie eingefroren wurden. Nachdem dem Sänger Win Butler sexuelles Fehlverhalten vorgeworfen worden war, stieg Feist zuletzt als Support Act der Band Arcade Fire aus.

## Diskografie

### Alben
- 1999 – Monarch (Lay Your Jewelled Head Down)
- 2004 – Let It Die (UK: Silber, CA: Platin)
- 2006 – Open Season (Let It Die-Remix Album)
- 2007 – The Reminder
- 2011 – Metals
- 2017 – Pleasure
- 2023 – Multitudes

### Singles
- 2004 – Mushaboom (CA: Gold)
- 2004 – One Evening
- 2005 – Inside & Out
- 2006 – Secret Heart
- 2007 – My Moon My Man
- 2007 – 1234
- 2008 – I Feel It All
- 2008 – Sea Lion Woman
- 2008 – Honey Honey
- 2011 – How Come You Never Go There
- 2011 – The Bad in Each Other
- 2011 – Bittersweet Melodies
- 2012 – Feistodon (mit Mastodon)
- 2017 – Pleasure
- 2017 – Century (featuring Jarvis Cocker)

### Kompilationen
- 2009 – Mushaboom für den (500) Days of Summer Soundtrack

### Gastauftritte
- 2000 – Chilly Gonzales – Real Motherf*** in' Music und Clarinets (Album: Gonzales Über Alles)
- 2002 – Chilly Gonzales – Dans Tes Yeux und Salieri Serenade (Album: Presidential Suite)
- 2003 – Chilly Gonzales – Lovertits, Why Don’t We Disappear und Starlight (Album: Z)
- 2004 – Kings of Convenience – Know-How und The Build-Up (Album: Riot on an Empty Street)
- 2005 – Mocky – Fighting Away the Tears
- 2006 – Broken Social Scene – 7/4 Shoreline
- 2006 – Peaches – Give 'Er
- 2007 – Sesamstraße – 1, 2, 3, 4
- 2008 – The Constantines – Islands in the Stream
- 2008 – Chilly Gonzales – Let’s Ride (Album: Soft Power)
- 2009 – Wilco – You and I
- 2011 – Die Muppets – Cameo-Auftritt mit dem Titel Life's a Happy Song

### Videoalben
- 2010 – Look at What the Light Did Now (Dokumentation)

## Auszeichnungen für Musikverkäufe
| Goldene Schallplatte - Australien - 2011: für das Album The Reminder |

Anmerkung: Auszeichnungen in Ländern aus den Charttabellen bzw. Chartboxen sind in ebendiesen zu finden.
| Land/RegionAuszeichnungen für Musikverkäufe (Land/Region, Auszeichnungen, Verkäufe, Quellen) | Silber  | Gold     | Platin     | Verkäufe  | Quellen           |
| -------------------------------------------------------------------------------------------- | ------- | -------- | ---------- | --------- | ----------------- |
| Australien (ARIA)                                                                            | —       | Gold1    | —          | 35.000    | aria.com.au       |
| Deutschland (BVMI)                                                                           | —       | Gold1    | —          | 100.000   | musikindustrie.de |
| Kanada (MC)                                                                                  | —       | 2× Gold2 | 7× Platin7 | 700.000   | musiccanada.com   |
| Österreich (IFPI)                                                                            | —       | Gold1    | —          | 10.000    | ifpi.at           |
| Vereinigte Staaten (RIAA)                                                                    | —       | Gold1    | 2× Platin2 | 2.500.000 | riaa.com          |
| Vereinigtes Königreich (BPI)                                                                 | Silber1 | 2× Gold2 | —          | 560.000   | bpi.co.uk         |
| Insgesamt                                                                                    | Silber1 | 8× Gold8 | 9× Platin9 |           |                   |

## Auszeichnungen und Nominierungen
- 2003
  - Juno-Award: Alternatives Album des Jahres (mit Broken Social Scene) für You Forgot It in People
- 2005
  - Juno-Award: Alternatives Album des Jahres für Let It Die
  - Juno-Award: Bester neuer Interpret
  - Juno-Award: Video des Jahres für One Evening
- 2006
  - Juno-Award: Single des Jahres für Inside and Out
- 2008
  - Juno-Award: Single des Jahres für 1234
  - Juno-Award: Album für Reminder
  - Juno-Award: Popalbum für Reminder
  - Juno-Award: Künstler
  - Juno-Award: Songwriter
  - Victoire de la Musique: Videoclip des Jahres für 1234
  - Grammy Awards 2008: Feist war für vier Kategorien nominiert,[13] gewann aber keinen Grammy.
- 2012
  - Juno-Award: Künstler des Jahres
  - Juno Award: Adult Alternative Album des Jahres für Metals
  - Juno Award: Music DVD of the Year für Look at What the Light Did Now